# Ausztrál-szigetek
Az Ausztrál-szigetek (franciául: Îles Australes / Archipel des Australes) a legdélebbi szigetcsoport Francia Polinézia területén. A Csendes-óceán déli medencéjében található szigetek Franciaország tengerentúli területeihez tartoznak. Geológiai szempontból két különálló szigetcsoportra tagolódnak az Ausztrál-szigetek: a Tubuai-szigetekre (francia nyelven: ÎlesTubuaï), amely magában foglalja  Îles Maria, Rimatara, Rurutu, Raivavae és Tubuai-szigetét, valamint a Bass-szigetekre, amelynek fő szigete Rapa iti és a kisebb Marotiri. Maria és Marotiri szigete nem alkalmas emberi lakhatásra hosszabb távon. E szigetek között néhány lakatlan, sziklás partvonalú sziget is akad. Az Ausztrál-szigetek népessége mindössze 6300 fő, akik mintegy 150 km²-en élnek. A szigetek fővárosa Tubulai.

## Földrajza
Az Ausztrál-szigetek a legdélebbi szigetcsoport Francia Polinézia területén. A Csendes-óceán déli medencéjében található szigetek Franciaország tengerentúli területeihez tartoznak. Geológiai szempontból két különálló szigetcsoportot alkotnak. Északnyugat felől dél felé haladva ezen szigetek a következők: 
A Tubuai-szigetek, amelyek legnagyobb tagjukról kapták nevüket, mely a következő szigetekből áll:
- Mária-szigetek (Îles Maria)(21°48′00″S 154°41′00″W) északnyugaton, mely Rimatara településhez tartozik közigazgatásilag
- Rimatara (22°38′25″S 152°50′16″W),
- Rurutu (22°29′04″S 151°20′03″W),
- Tubuai (23°23′00″S 149°27′00″W),
- Raivavae vagy Raevavae (23°52′00″S 147°40′00″W),

A Bass-szigetek magukba foglalják
- Rapa Iti (27°35′00″S 144°20′00″W), amely a fősziget és
- a kicsi Marotiri szikla-szigetek (27°55′00″S 143°26′00″W), amely Rapa területéhez tartozik közigazgatásilag. Francia Polinézia közigazgatási egységei közül az Ausztrál-szigetek az egyik önálló közigazgatási régió.

## Története
A régészeti ásatások ezeken az eldugott szigeteken lakhelyeket, tanácskozó helyeket és marae templomokat tártak fel a Rurutu szigetén található Vitaria falu mellett. Ezek azt bizonyítják, hogy a szigeten már i.sz. 900 körül is éltek emberek. Tubuai, Rimatara és Raivavae szigeteken szintén találni szabad ég alatti mare kőtemplomokat és óriási méretű kő tikiket (embert ábrázoló szobrokat), amelyek emlékeztetnek a Marquises-szigeteken és a Húsvét-szigeten található szobrokra.
James Cook kapitány fedezte fel a nyugat számára Rurutu szigetét 1769-ben, az első dél-csendes-óceáni utazása során. Az 1777-es harmadik utazása során pillantotta meg először Tubuait, jóllehet nem szállt partra. Fletcher Christian és lázadói kétszer is megkíséreltek letelepedni Tubuai szigetén 1789-ben. A spanyol Thomas Gayangos kapitány fedezte fel Raivavae szigetét 1775-ben. A távolabb lévő Rapa szigetét először az angol George Vancouver kapitány pillantotta meg 1791-ben. Rimatara, a tengerszint feletti legalacsonyabb magasságával, csak 1821-ben került felfedezésre. A Tahitiről származó Samuel Pinder Henry kapitány érkezett a szigetre először. A következő évben már két bennszülött tanárral tért vissza, akik az egész népességet átkeresztelték protestáns vallásúvá. Az Ausztrál-szigetek mindegyikén a francia zászló lobog 1901 óta.
Az európai betegségek és a rabszolga-kereskedők majdnem teljes egészében kiirtották a bennszülött polinéz lakosságot, főleg Rapa szigetén. 1938-ban a francia hatóság szigorúan szabályozta a betelepedést és a turizmust. A szigeteken kávét, nyílgyökereket, dohányt és koprát termesztenek.

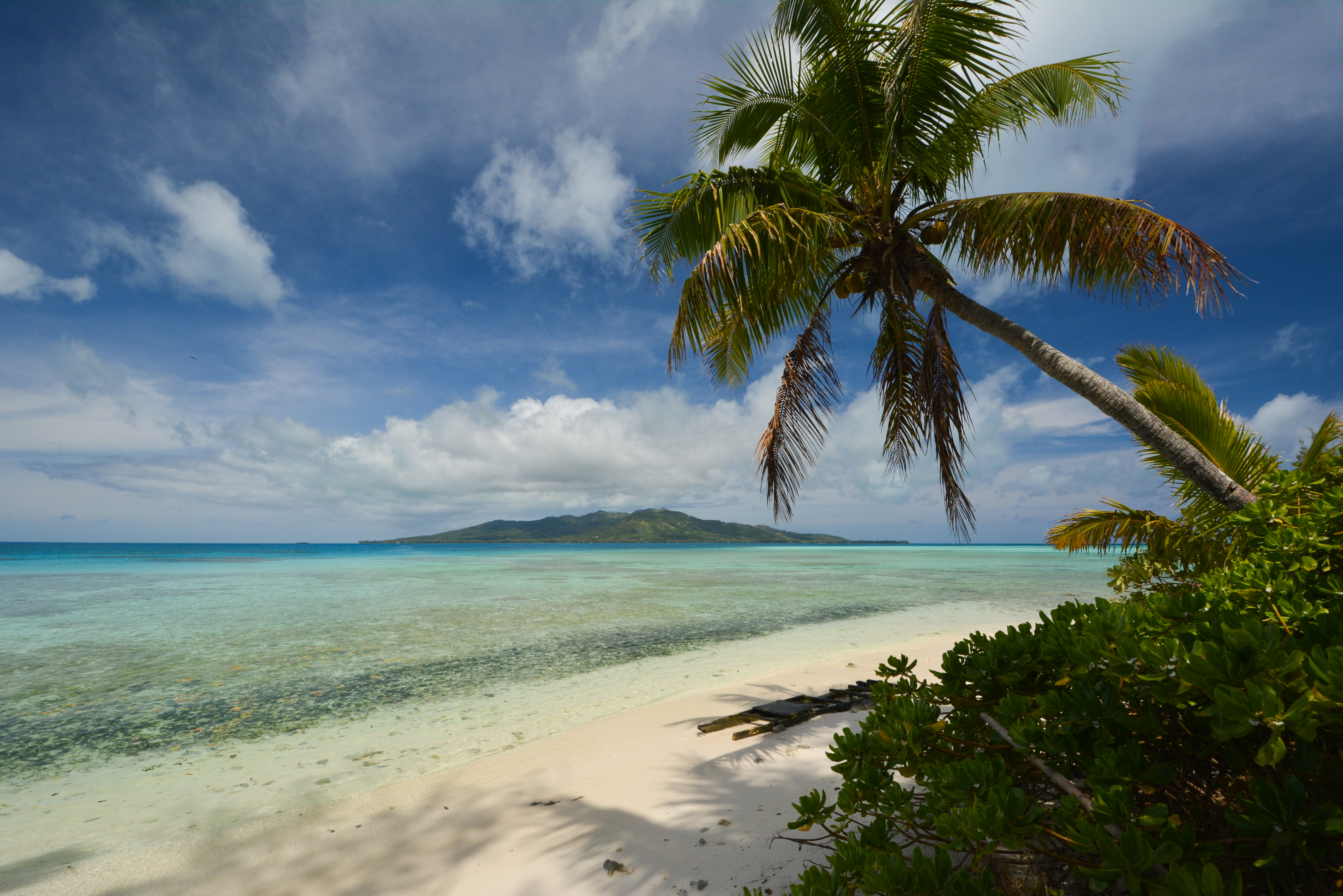
Tubuai látképe az egyik motujáról nézve a lagúnán keresztül.

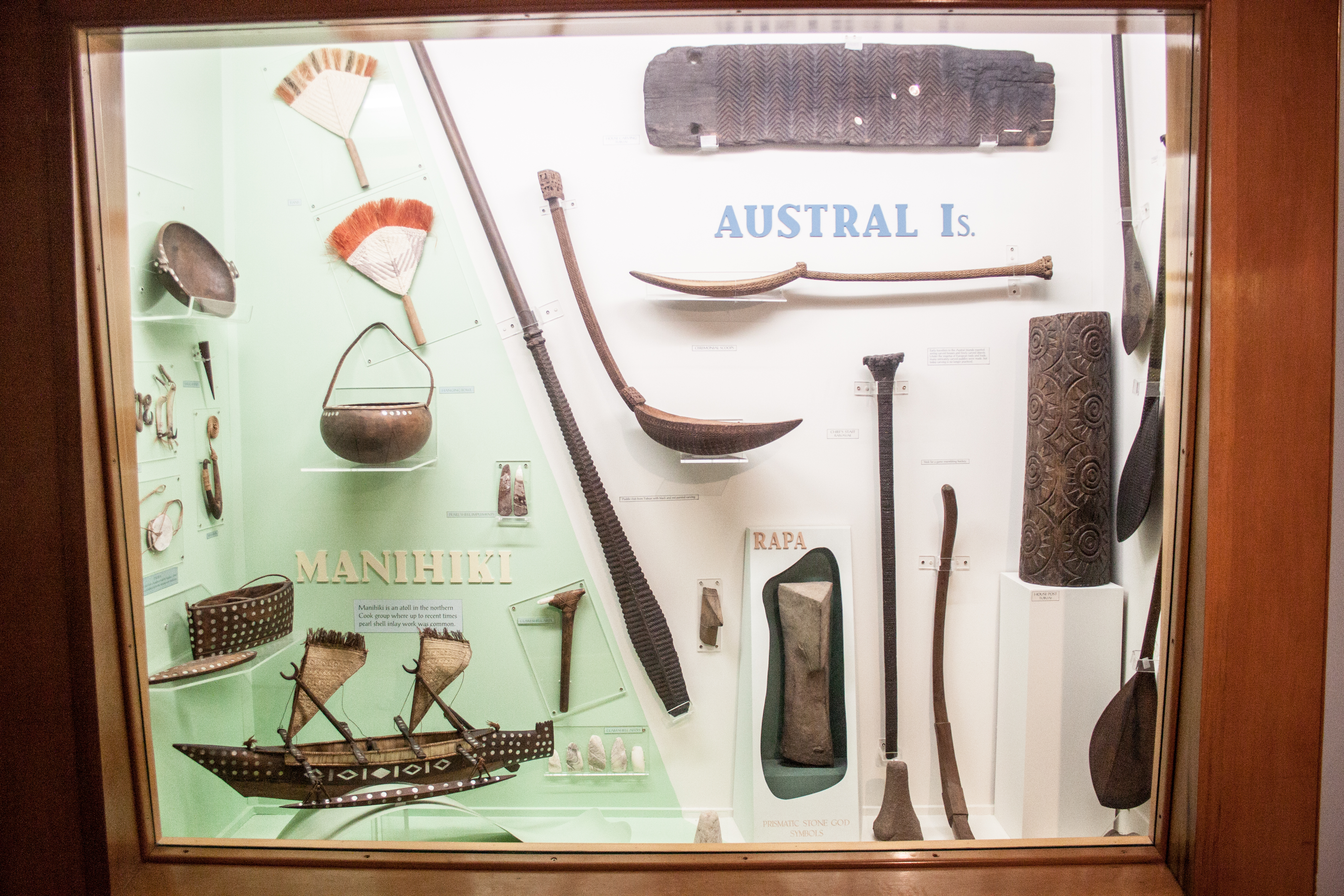
Tárló az Ausztrál-szigetekről származó tárgyakkal az Otago Museumban

## Turizmus
Ma már szinte a civilizáció minden kényelmét meg lehet találni az Ausztrál-szigeteken, mint amilyen az elektromos áram, az ivóvíz vagy a televízió. Rendszeres repülőjárat van Rurutu, Tubuai, Raivavae és Rimatara szigetekről. Papeete-ről nagy rendszerességgel érkezik rakomány a csoport összes szigetére.
A szigeteknél látni lehet hosszúszárnyú bálnákat, sőt július és kora november között még a partról is jól lehet őket hallani. Rurutu és Tubuai mellett akár búvárkodni is lehet a bálnák mellett. Az egyéb szabadidős tevékenységek közé tartozik a biciklizés elhagyott utakon, hegymászás Tubuai enyhe hegyoldalain, mészkőbarlang és vízesés felfedezés Rurutu szigetén, régészeti helyszínek felkutatása, piknikezés apró motu szigeteken, snorkeling a lagúnákban, illetve pihenés a fehér, homokos partokon.
Az Ausztrál-szigetek művészete az igényes fafaragásaikról és a hatalmas tikikről (fából vagy kőből faragott embert formázó szobrok) nevezetes. Sajnos a hittérítők sikeresen elpusztították a hagyományos módszereket használó kézműveseket, ezért ma már szinte egyet sem lehet közülük találni. A szigetcsoport szigetei meglehetősen változatosak. Nincs ugyan olyan gazdag termőföldjük, mint az északra lévő Társaság-szigeteknek, azonban találni mészkő barlangokat, templom romokat (marae-k) és hegycsúcson álló erődítményeket.

## Fordítás
Ez a szócikk részben vagy egészben  az   Austral Islands című angol Wikipédia-szócikk ezen változatának fordításán alapul.  Az eredeti cikk szerkesztőit annak laptörténete sorolja fel. Ez a jelzés csupán a megfogalmazás eredetét és a szerzői jogokat jelzi, nem szolgál a cikkben szereplő információk forrásmegjelöléseként.